# Cantón de Tassin-la-Demi-Lune
El cantón de Tassin-la-Demi-Lune era una división administrativa francesa, que estaba situada en el departamento de Ródano y la región de Ródano-Alpes.

## Composición
El cantón estaba formado por dos comunas:
- Francheville
- Tassin-la-Demi-Lune

## Supresión del cantón de Tassin-la-Demi-Lune
En aplicación del Artículo L3611-1 del código general de las colectividades territoriales francesas, el cantón de Tassin-la-Demi-Lune fue suprimido el 1 de enero de 2015 y sus comunas pasaron a formar parte de la Metrópoli de Lyon.